# Rouvray-Saint-Denis
Rouvray-Saint-Denis  is een plaats en voormalige gemeente in het Franse departement Eure-et-Loir in de regio Centre-Val de Loire en telde op 1 januari 2025 345 inwoners.  De plaats maakt deel uit van het arrondissement Chartres.

## Geschiedenis
Rouvray-Saint-Denis is op 1 januari 2025 gefuseerd met de gemeenten Barmainville en Neuvy-en-Beauce tot de gemeente Neuville Saint Denis.

## Geografie
De oppervlakte van Rouvray-Saint-Denis bedraagt 19,2 km², de bevolkingsdichtheid is 21,1 inwoners per km².

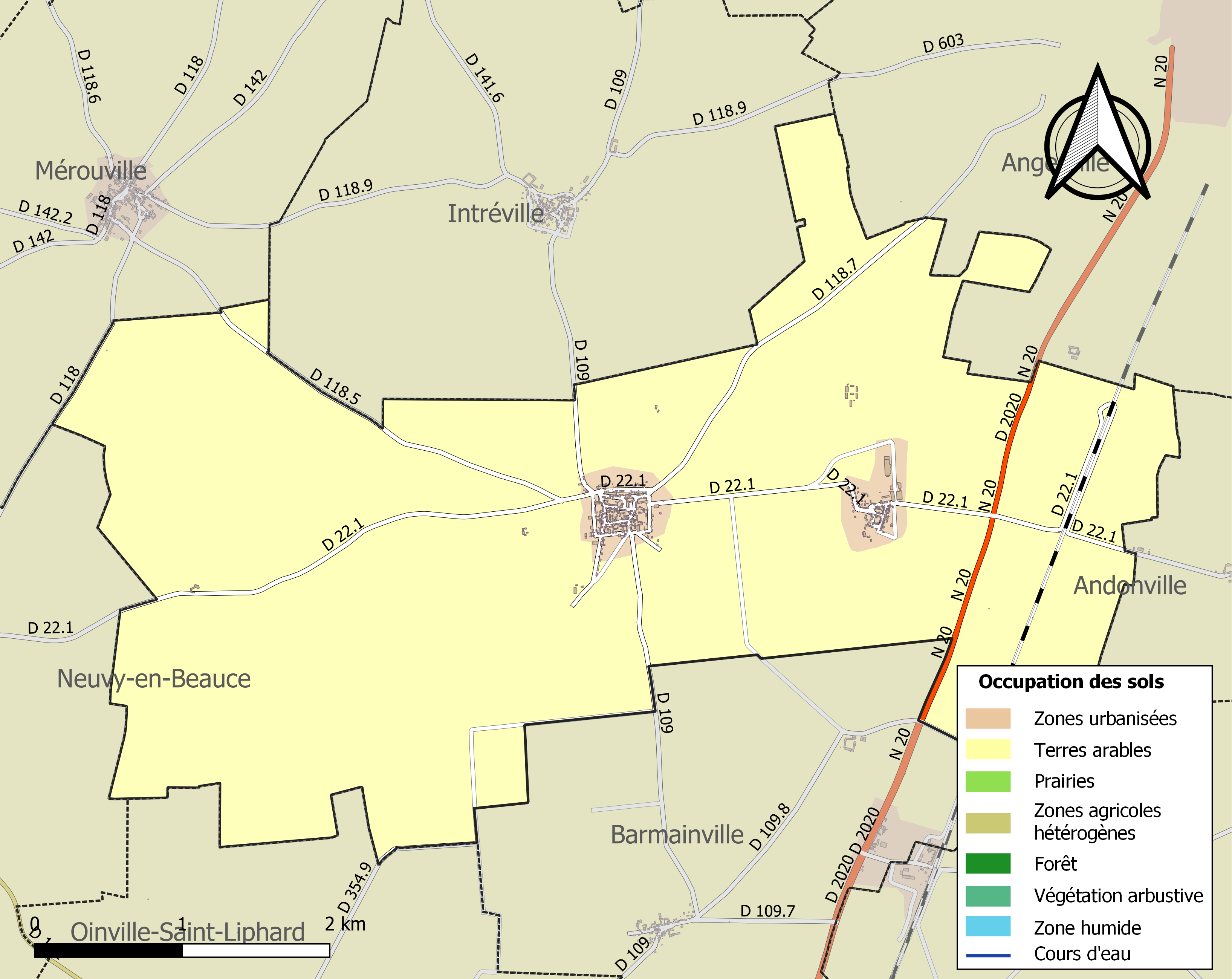
Kaart van de gemeente met de belangrijkste infrastructuur, bodemgebruik en omliggende gemeenten

## Demografie
Onderstaande figuur toont het verloop van het inwonertal (bron: INSEE-tellingen).